# VfB 07 Klötze
VfB 07 Klötze is een Duitse sportclub uit Klötze in de deelstaat Saksen-Anhalt.

## Geschiedenis
De club werd op 29 juni 1907 opgericht. VfB sloot zich aan bij de Midden-Duitse voetbalbond en vanaf de jaren twintig speelde de club in de competitie van Jeetze, een van de vele hoogte klassen. In 1924 werd de club voor het eerst kampioen, maar het was derde plaats FC Salzwedel 09 dat naar de Midden-Duitse eindronde werd afgevaardigd. Twee jaar later plaatste de club zich wel voor de eindronde en werd uitgeschakeld door Hertha Wittenberge. In 1926/27 werd de club met 8:0 in de pan gehakt door SuS 1898 Magdeburg. Na één jaar onderbreking was de club er opnieuw bij in 1928/29 en verloor nu met 9:0 van FC Viktoria 1909 Stendal. Alsof dit nog geen zware nederlagen genoeg waren kregen ze het volgende seizoen een 13:1 draai om de oren van Fortuna Magdeburg. De volgende twee seizoenen speelde de club geen rol van betekenis meer en de club degradeerde zelfs in 1932. Door de competitiehervorming van 1933 slaagde de club er ook niet meer in terug te keren op het het hoogste niveau.
Na de Tweede Wereldoorlog werd de club ontbonden en later heropgericht als BSG Einheit en nam later de namen BSG Aufbau en BSG Traktor aan. De club speelde in de derde en vierde klasse.
Na de Duitse hereniging werd opnieuw de historische naam aangenomen. De club speelt in de lagere reeksen.

## Erelijst
Kampioen Jeetze
1924, 1926, 1927, 1929, 1930